# 청자예
청자예(중국어: 成家业, 병음: Cheng Jiaye, 한자음: 성가업, 2002년 6월 5일 ~ )는 중화인민공화국의 바둑 기사이다. 광둥성 광저우시 출신으로 중국기원 소속의 3단이다.

## 경력
광둥성 광저우시에서 태어났다. 2017년 프로바둑에 입단했고 2018년에 2단으로 승단했다. 2019년 제3회 오청원배 중국바둑신예전에서 본선 32강에 진출했지만 왕싱하오에게 패해 탈락했다. 같은해 3단으로 승단했다.